# 파리 메트로 5호선
파리 메트로 5호선(Ligne 5 du Métro de Paris)은 파리교통공단(RATP)이 운영하는 파리 메트로의 노선으로, 파리 남동부의 플라스 디탈리 역(Place d'Italie)에서 북동부 교외의 보비니-파블로 피카소 역(Bobigny-Pablo Picasso)에 이르는 전장 14.6km의 노선이다. 노선색은 주황색이다.

## 노선 정보
- 총연장 : 14.6km
- 궤간 : 1435mm
- 역수 : 22
  - 역간 평균거리 : 697m
- 복선 구간 : 전 구간(우측통행)
- 전철 구간 : 전 구간(제3레일 방식, 직류750V)

## 연혁
1898년의 메트로 정비계획에서는 E선으로써 오스텔리츠 고가교(Pont d'Austerlitz, 현재 캐드라라페 부근)에서 불르바르 드 스트라스부르(Boulevard de Strasbourg, 현재 파리 동역 부근)에 이르는 선으로 계획되어 있고 플라스 디탈리(Place d'Italie) ∼ 오스텔리츠 고가교 간은 B선(2호선)의 일부로 계획되어 있었다. 또, B선은 플라스 디탈리 서쪽에서는 현재의 6호선의 루트를 따르고, 오스텔리츠 고가교 동쪽에서는 A선(1호선)과 합류하여 나시옹(Nation)으로 가도록 계획되어 있었다.
나중에 2호선의 순환운전계획은 방기되어 플라스 디탈리 ∼ 파리 북역(Gare du Nord)간이 5호선으로써 건설되기로 확정된다. 다만 캐드라라페(Quai de la Rapée) ∼ 파리 리옹 역(Gare de Lyon)간에 연결선이 만들어져, 일시적으로 파리 리옹 역이 종착역으로 기능하기도 했다.
1906년과 이듬해에 걸쳐 플라스 디탈리 ∼ 파리 북역 간이 순차적으로 개통했고 1907년에는 남부2호선 (샤를 드 골-에투알 ∼ 플라스 디탈리)이 편입되어 파리 시내를 서부에서 남부를 거쳐 동북부로 약 2/3바퀴를 하는 노선이 되기에 이른다. 그러나 1942년에 이르러 남부2호선이었던 구간이 6호선으로 편입되고, 대신 5호선은 동북부 교외의 에글리즈 드 팡탱(Église de Pantin)까지 연장되었다.
- 1903년 11월 : 오스텔리츠 고가교 착공.
- 1906년 6월 2일 : 오를레앙 역(Gare d'Orléans, 현재의 오스텔리츠 역(Gare d'Austerlitz)) ∼ 플라스 디탈리(Place d'Italie)간 개통.
- 1906년 7월 13일 : 아우스터리츠 고가교가 완공되어 오를레앙 역 ∼ 플라스 마자(Place Mazas, 현재의 캐드라라페)간이 연장개통.
- 1906년 7월 28일 : 플라스 마자 ∼ 파리 리옹 역간 연장개통. 이 구간은 부이 데 피낭스(Voie des Finances)라고도 불리며 단선으로, 플라스 마자 역에서 스위치백이 필요했다.
- 1906년 12월 17일 : 플라스 마자 ∼ 랑크리(Lancry, 현 자크 봉세르정(Jacques Bonsergent))간 연장개통, 그에 따라 플라스 마자 ∼ 파리 리옹 역간 일반영업 중지.
- 1907년 10월 14일 : 남부2호선 편입.
- 1907년 11월 15일 : 랑크리 ∼ 파리 북역간 연장개통.
- 1942년 10월 6일 : 구 남부2호선 구간이 6호선으로 이관됨.
- 1942년 10월 12일 : 파리 북역 ∼ 에글리즈 드 팡탱간 연장개통.
- 1985년 4월 25일 : 에글리즈 드 팡탱 ∼ 보비니-파블로 피카소(Bobigny-Pablo Picasso)간 연장개통.
- 2007년 6월 25일 - 9월 2일 : 플라스 디탈리 역의 루프선의 개량공사를 위해 영업을 일시중지.

## 차량

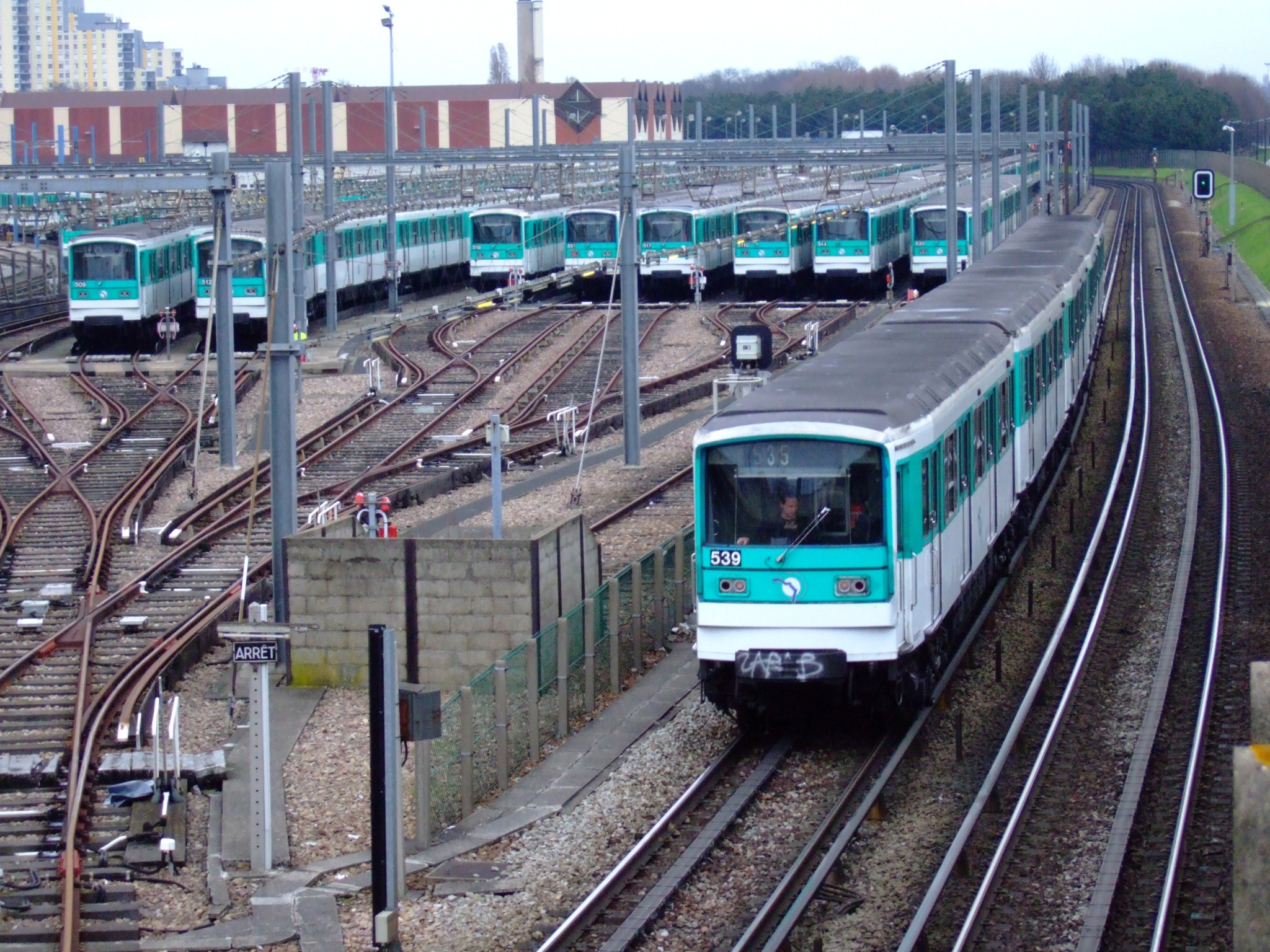
보비니 차량사업소. 5호선 외에 노면전차 1호선의 차량도 정비한다. 오른쪽은 5호선 본선.

1978년에서 1980년에 걸쳐 MF 67형이 투입되어 현재까지 사용되고 있다. MF 67형은 18m급의 4비차이며 차량간의 왕래는 비상시를 제외하면 불가능한 구조이다.
차후로 2010년부터 MF 2000형이 순차적으로 투입될 예정이다.
그 외에 특기할 차량으로는 1990년에서 1993년에 걸쳐 시작차량인 BOA가 운행한 바가 있다(BOA에 대하여는 7bis호선의 MF 88을 참조하라).
차량기지는 보비니-파블로 피카소∼보비니-팡탱-레이몽크노 간에 있는 보비니(Bobigny) 차량사업소가 사용되고 있으며, 중검수는 7호선의 쇼아시(Choisy) 차량사업소에서 이뤄진다.

## 노선도 및 정거장

파리 메트로 5호선 노선도

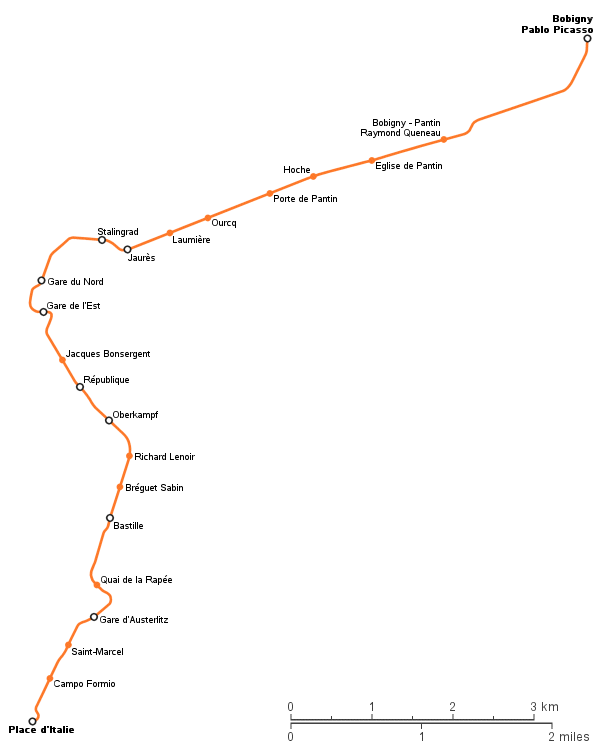
파리 메트로 5호선 노선도

|  |   |  | 역명(한국어)           | 역명(불어)                                                | 좌표                                                              | 소재지                         | 연결 노선 |
|  | - |  | ---------------------- | --------------------------------------------------------- | ----------------------------------------------------------------- | ------------------------------ | --- |
|  | ■ |  | 보비니-파블로 피카소   | Bobigny - Pablo Picasso Préfecture - Hôtel du Département | 북위 48° 54′ 24″ 동경 2° 27′ 00″ / 북위 48.906538° 동경 2.449994° | 보비니                         | 일드프랑스 트램 · 일드프랑스 트램 1호선                                                                          |
|  | • |  | 보비니-팡탱-레이몽크노 | Bobigny - Pantin - Raymond Queneau                        | 북위 48° 53′ 42″ 동경 2° 25′ 30″ / 북위 48.895° 동경 2.425°       | 보비니, 팡탱                   | |
|  | • |  | 에글리즈 드 팡탱       | Église de Pantin                                          | 북위 48° 53′ 38″ 동경 2° 24′ 47″ / 북위 48.894° 동경 2.413°       | 팡탱                           | |
|  | • |  | 오슈                   | Hoche                                                     | 북위 48° 53′ 28″ 동경 2° 24′ 11″ / 북위 48.891° 동경 2.403°       | 팡탱                           | |
|  | • |  | 포르트 드 팡탱         | Porte de Pantin Parc de la Villette                       | 북위 48° 53′ 23″ 동경 2° 23′ 47″ / 북위 48.88971° 동경 2.39629°   | 파리 19구                      | 일드프랑스 트램 · 일드프랑스 트램 3b호선                                                                         |
|  | • |  | 우르크                 | Ourcq                                                     | 북위 48° 53′ 13″ 동경 2° 23′ 10″ / 북위 48.887° 동경 2.386°       | 파리 19구                      | |
|  | • |  | 로미에르               | Laumière                                                  | 북위 48° 53′ 06″ 동경 2° 22′ 44″ / 북위 48.885° 동경 2.379°       | 파리 19구                      | |
|  | • |  | 조레스                 | Jaurès                                                    | 북위 48° 52′ 59″ 동경 2° 22′ 14″ / 북위 48.88292° 동경 2.37067°   | 파리 10구, 파리 19구           | 파리 메트로 · 파리 메트로 Line 2호선 · 파리 메트로 Line 7bis호선                                                 |
|  | • |  | 스탈린그라드           | Stalingrad                                                | 북위 48° 53′ 03″ 동경 2° 21′ 57″ / 북위 48.88429° 동경 2.36586°   | 파리 10구, 파리 19구           | 파리 메트로 · 파리 메트로 Line 2호선 · 파리 메트로 Line 7호선                                                    |
|  | • |  | 파리 북역              | Gare du Nord                                              | 북위 48° 52′ 50″ 동경 2° 21′ 18″ / 북위 48.88056° 동경 2.35500°   | 파리 10구                      | TER 피카르디 장거리 노선                                                                                         |
|  | • |  | 파리 동역              | Gare de l'Est Verdun                                      | 북위 48° 52′ 34″ 동경 2° 21′ 30″ / 북위 48.87611° 동경 2.35833°   | 파리 10구                      | TER 피카르디 TER 샹파뉴아르덴 장거리 노선                                                                        |
|  | • |  | 자크 봉세르정          | Jacques Bonsergent                                        | 북위 48° 52′ 16″ 동경 2° 21′ 40″ / 북위 48.871° 동경 2.361°       | 파리 10구                      | |
|  | • |  | 레퓌블리크             | République                                                | 북위 48° 52′ 03″ 동경 2° 21′ 50″ / 북위 48.867503° 동경 2.363811° | 파리 3구, 파리 10구, 파리 11구 | 파리 메트로 · 파리 메트로 Line 3호선 · 파리 메트로 Line 8호선 · 파리 메트로 Line 9호선 · 파리 메트로 Line 11호선 |
|  | • |  | 오베르캄프             | Oberkampf                                                 | 북위 48° 51′ 49″ 동경 2° 22′ 13″ / 북위 48.86350° 동경 2.37025°   | 파리 11구                      | 파리 메트로 · 파리 메트로 Line 9호선                                                                             |
|  | • |  | 리샤르 르누아르        | Richard-Lenoir                                            | 북위 48° 51′ 36″ 동경 2° 22′ 19″ / 북위 48.860° 동경 2.372°       | 파리 11구                      | |
|  | • |  | 브레게-사뱅            | Bréguet - Sabin                                           | 북위 48° 51′ 22″ 동경 2° 22′ 12″ / 북위 48.856° 동경 2.370°       | 파리 11구                      | |
|  | • |  | 바스티유               | Bastille                                                  | 북위 48° 51′ 11″ 동경 2° 22′ 09″ / 북위 48.853082° 동경 2.369077° | 파리 4구, 파리 11구, 파리 12구 | 파리 메트로 · 파리 메트로 Line 1호선 · 파리 메트로 Line 8호선                                                    |
|  | • |  | 캐드라라페             | Quai de la Rapée                                          | 북위 48° 50′ 46″ 동경 2° 21′ 58″ / 북위 48.846° 동경 2.366°       | 파리 12구                      | |
|  | • |  | 오스텔리츠 역          | Gare d'Austerlitz                                         | 북위 48° 50′ 33″ 동경 2° 21′ 54″ / 북위 48.842626° 동경 2.364971° | 파리 5구, 파리 13구            | TER 상트르발드루아르 장거리 노선                                                                                 |
|  | • |  | 생마르셀               | Saint-Marcel                                              | 북위 48° 50′ 17″ 동경 2° 21′ 36″ / 북위 48.838° 동경 2.360°       | 파리 13구                      | |
|  | • |  | 캄포 포르미오          | Campo-Formio                                              | 북위 48° 50′ 06″ 동경 2° 21′ 29″ / 북위 48.835° 동경 2.358°       | 파리 13구                      | |
|  | ■ |  | 플라스 디탈리          | Place d'Italie                                            | 북위 48° 49′ 53″ 동경 2° 21′ 20″ / 북위 48.831483° 동경 2.355692° | 파리 13구                      | 파리 메트로 · 파리 메트로 Line 6호선 · 파리 메트로 Line 7호선                                                    |

(굵은 글씨의 역은 특정 통행의 시종착역으로 사용된다.)

## 역 상세 정보

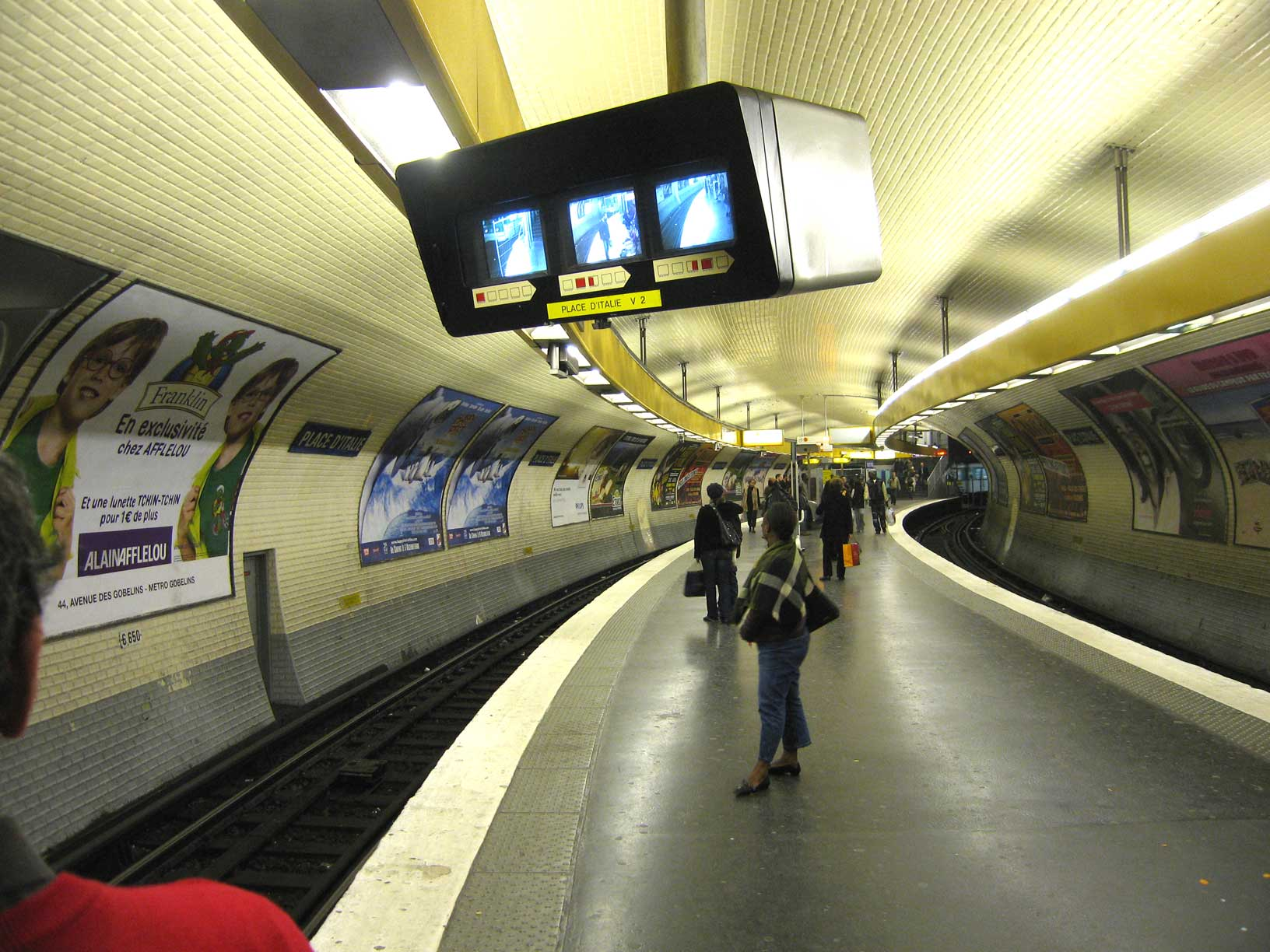
플라스 디탈리 역 5호선 승강장

- 플라스 디탈리(Place d'Italie)
  - 접속노선 :  ■6호선, ■7호선
  - 회차용 루프선상에 위치한다. 루프선의 서쪽으로는 6호선과의 연결선이 분기한다.
- 캄포 포르미오(Campo-Formio)
  - 플라스 디탈리∼캄포 포르미오사이에서 7호선과의 연결선이 분기한다.
- 생마르셀(Saint-Marcel)

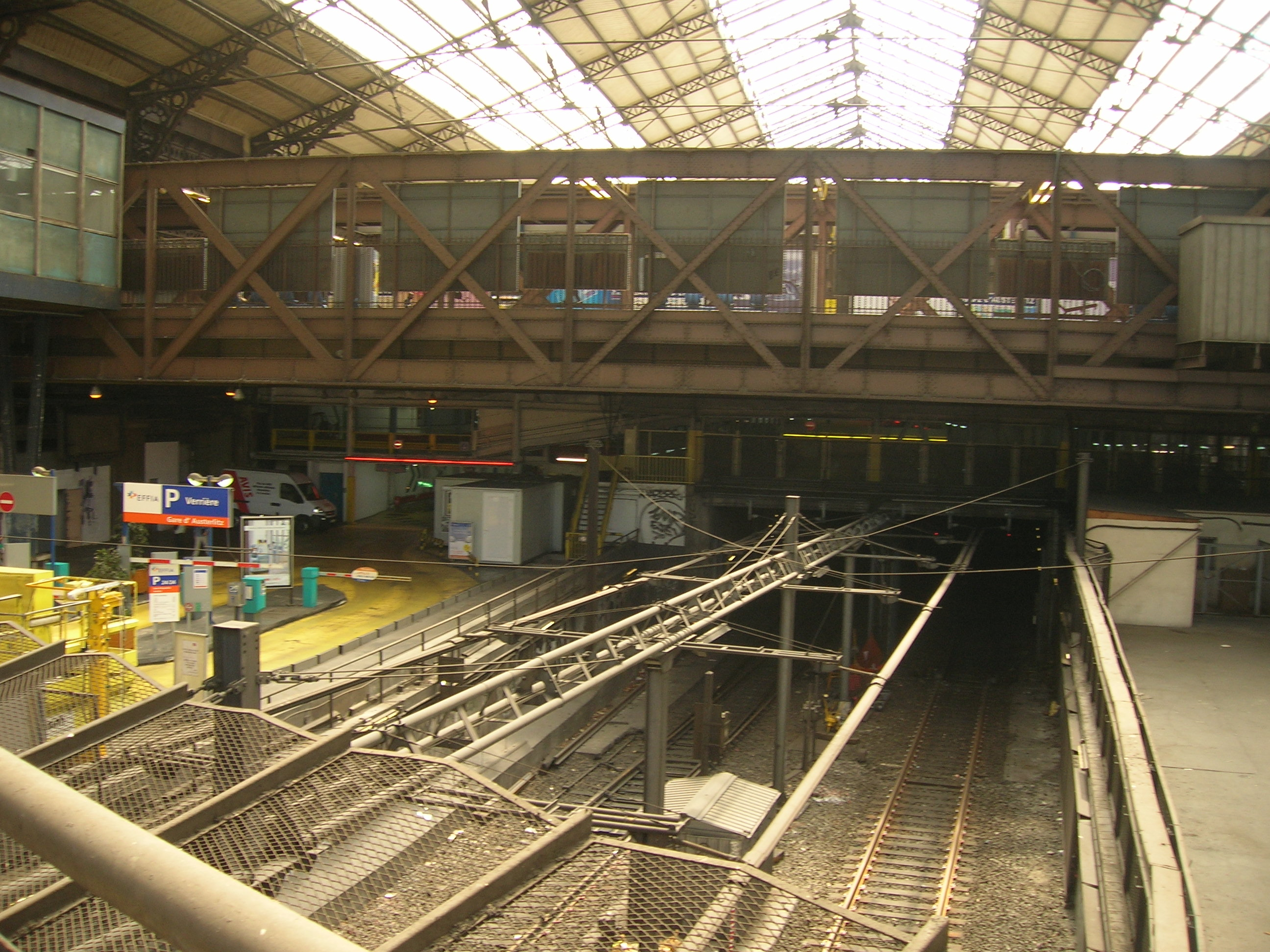
오스텔리츠 기차역에서 본 오스텔리츠 지하철역. 아래쪽의 선로는 RER C선이다.

- 오스텔리츠 역(Gare d'Austerlitz)
  - 접속노선 :  ■10호선,  ■C호선
  - 개통시의 역명은 Gare d'Orléans으로 1930년 10월15일에 Gare d'Orléans-Austerlitz로 바뀐 뒤, 1979년에 현재의 역명으로 바뀌었다.

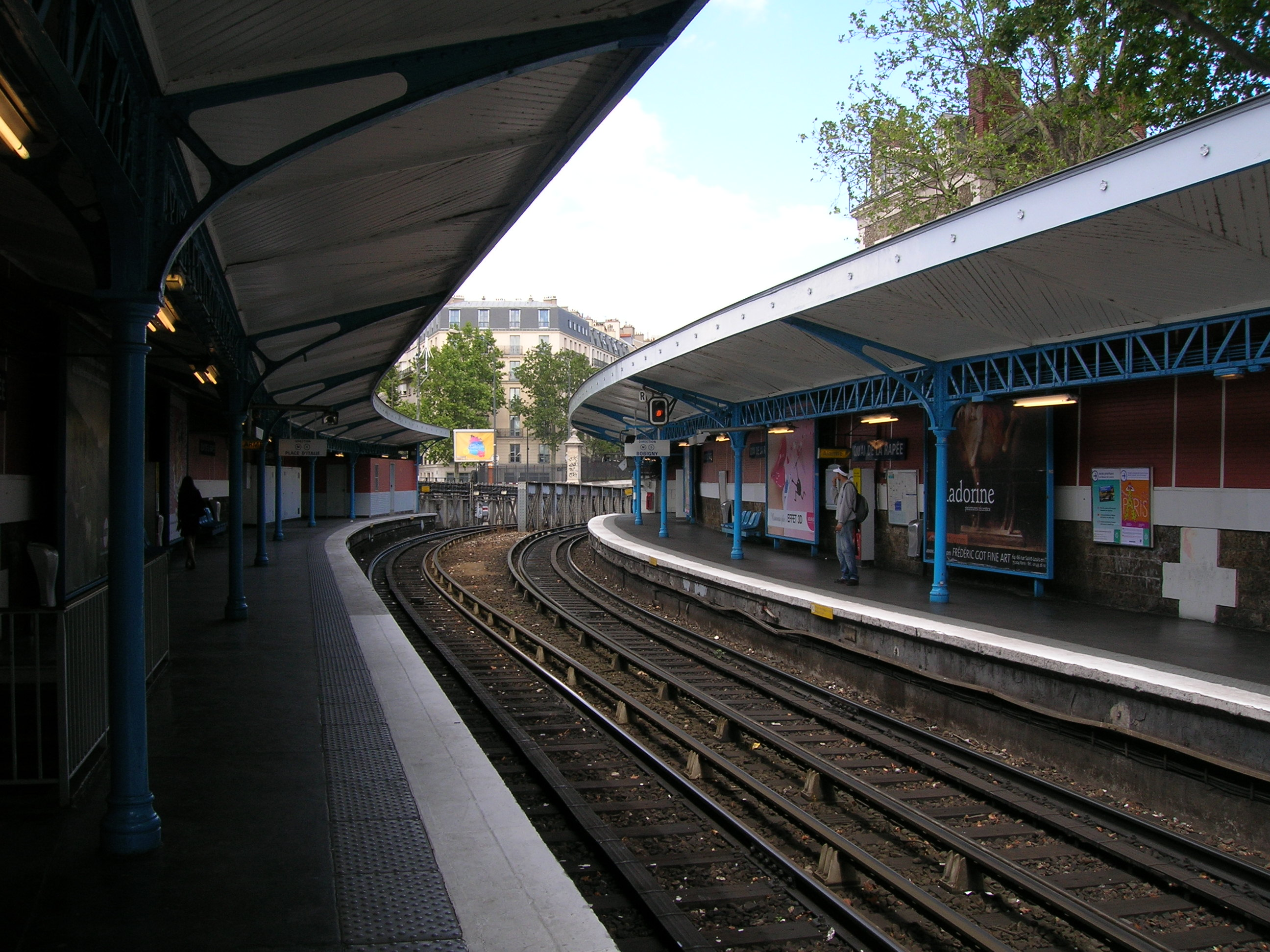
Quai de la Rapée역 승강장

- 캐드라라페(Quai de la Rapée)
  - 개통시의 역명은 Place Mazas로 1907년 10월15일에 Pont d'Austerlitz로 개칭된 후, 1916년 6월 1일에 현재의 역명으로 바뀌었다.
  - 이 역 남쪽에서 1호선으로의 연결선, 통칭 La voie des Finance가 분기한다.

- 아르스날(Arsenale) (폐역)

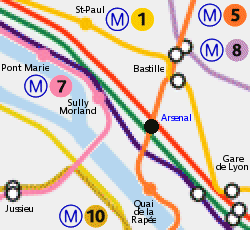
Arsenale역의 위치

  - 2차 세계대전에 따른 영업축소로 인해 1939년 9월2일에 폐역되었다. 현재는 RATP의 전기원용 훈련 시설로 사용되고 있다. 또한 14호선 및 RER A, D호선과 교차하는 곳에 있으나 14호선과 RER에는 역이 없다.
- 바스티유(Bastille)
  - 접속노선 :  ■1호선, ■8호선
  - Bobigny 방면 승강장에 바스티유 요새의 벽의 일부가 남아 있다. 주변에 바스티유 광장이 있다.
- 브레게-사뱅(Bréguet Sabin)
- 리샤르 르누아르(Richard Lenoir)

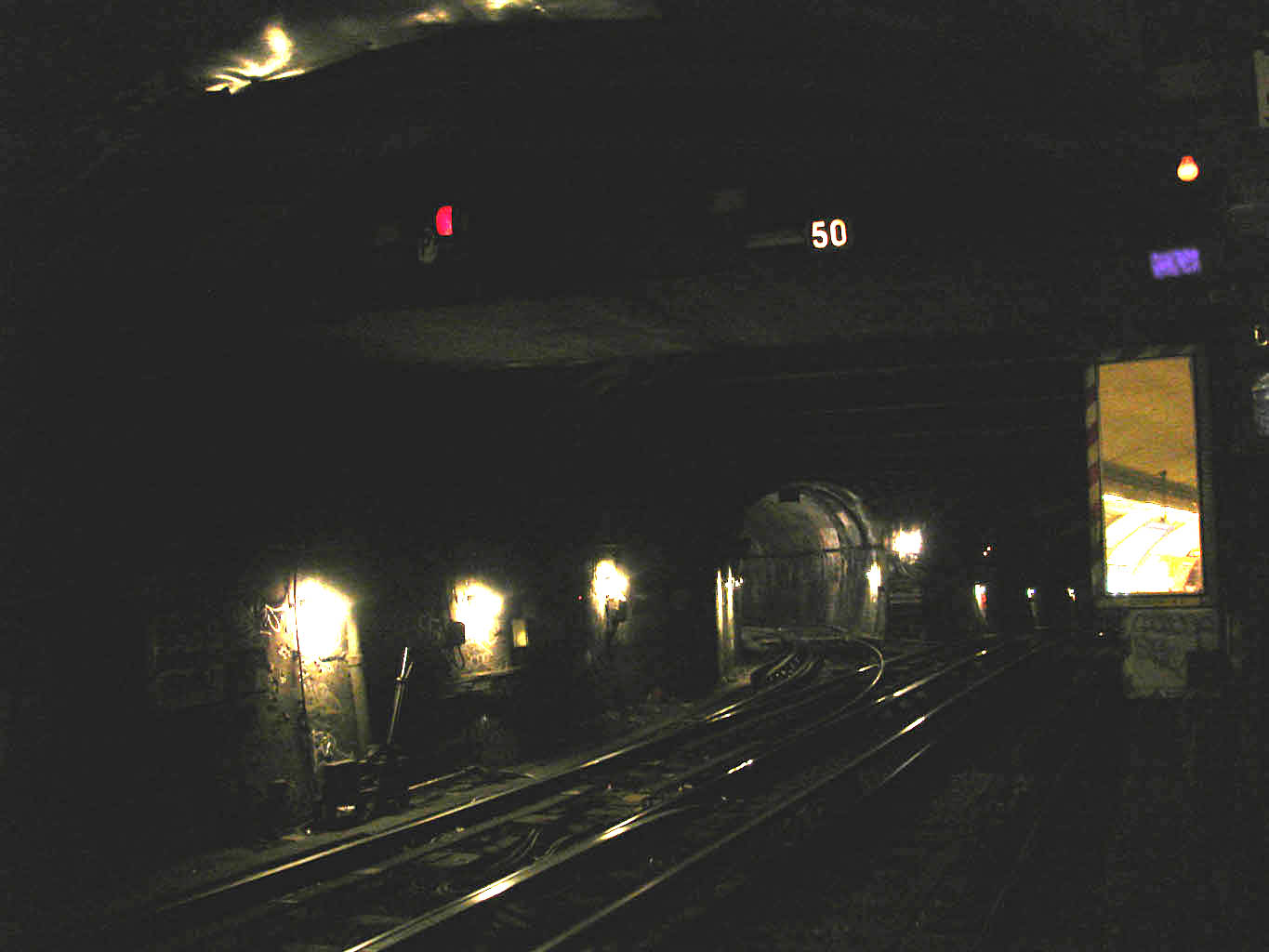
레퓌블리크 역 부근의 8호선으로의 연결선 분기점

- 오베르캄프(Oberkampf)
  - 접속노선 :  ■9호선

- 레퓌블리크(République)
  - 접속노선 :  ■3호선, ■8호선, ■9호선, ■11호선
  - 레퓌블리크 광장의 지하에 있다. 14호선이 개통되기 전에는 가장 많은 노선이 교차하는 환승역이었다. 남쪽으로 8호선과의 연결선이 분기한다.
- 자크 봉세르정(Jacques Bonsergent)
  - 개통시의 역명은 Lancry로 1946년 2월10일에 현재의 역명으로 바뀌었다. 2차 세계대전 중의 레지스탕스 활동가 자끄 봉세르장(Jacques Bonsergent)의 이름을 딴 것이다.
  - 레퓌블리크∼자크 봉세르정사이에서 3호선과의 연결선이 분기한다.
- 파리 동역(Gare de l'Est)
  - 접속노선 :  ■4호선, ■7호선
  - 7호선의 역과는 동일평면상에 있어 5호선의 Bobigny 방면과 7호선의 La Courneuve 방면과는 대면 환승이 가능하다. 뿐만 아니라 역 북쪽으로는 7호선과의 연결선로도 존재한다.

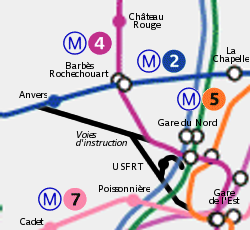
Gare du Nord USFRT역의 위치

- 파리 북역 USFRT(Gare du Nord USFRT, 폐역)
  - 1942년에 연장개통되면서 역이 이설되고 남은 구 승강장. 당시는 루프선으로 회차가 이루어졌으며 1981년에 RER B선을 공사하면서 루프선의 일부는 철거되었으나 나머지는 2호선, 4호선과의 연결선으로 개조되었다. 아울러 이 승강장과 연결선은 RATP의 기관사 훈련용 시설로 사용되고 있다.
- 파리 북역(Gare du Nord)
  - 접속노선 :  ■4호선,  ■B선, ■D선
  - RER E선의 Magenta역과 연결되어 있어 환승 가능.
- 스탈린그라드(Stalingrad)
  - 접속노선 :  ■2호선, ■7호선
  - 개통 당시의 역명은 Aubervilliers-Boulevard de la Villette로 1946년 2월10일에 현재의 역명으로 바뀌었다.

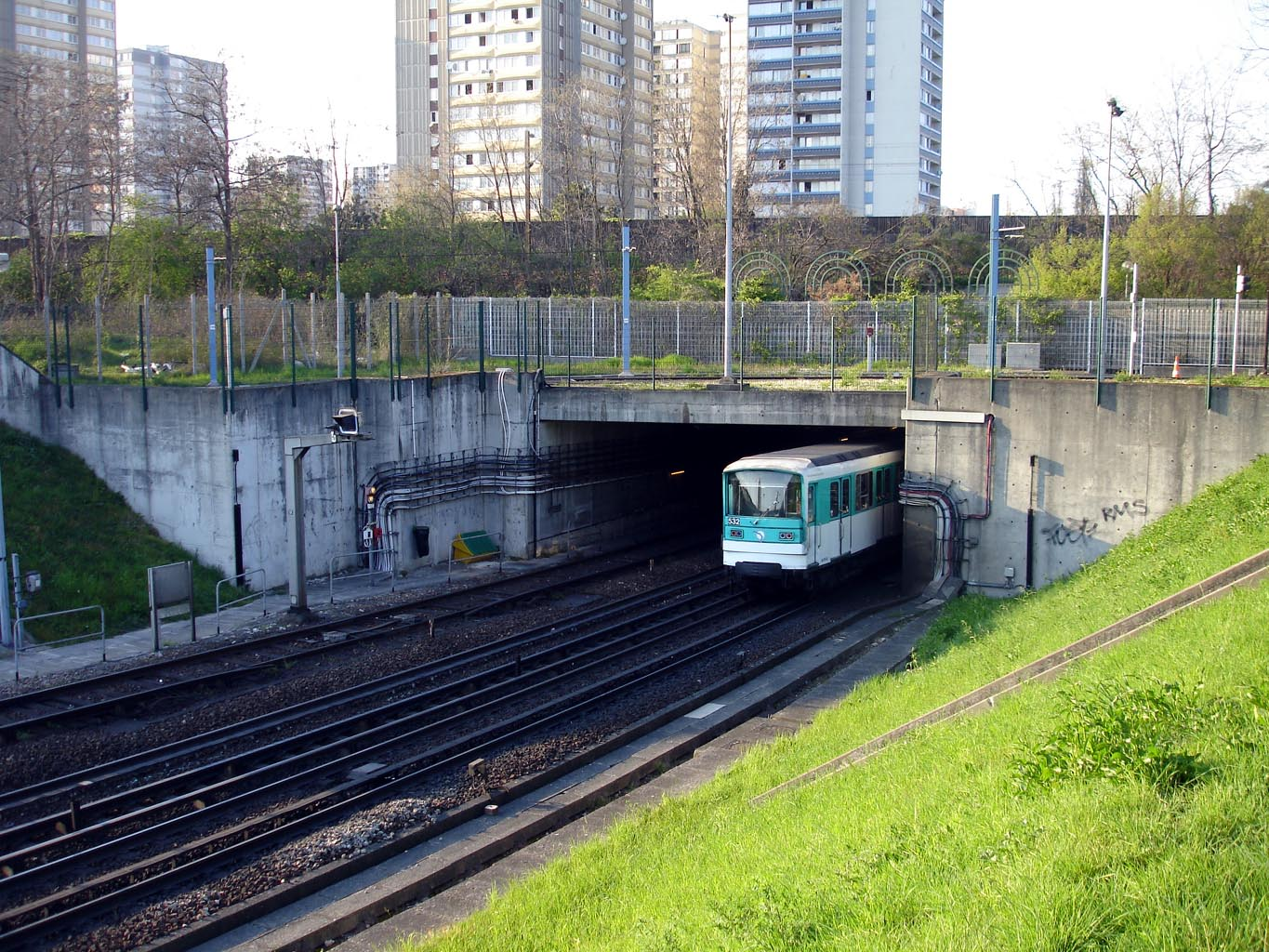
Bobigny-Pablo Picasso역 부근

- 조레스(Jaurès)
  - 접속노선 :  ■2호선, ■7bis호선
  - 개통시의 역명은 Rue d'Allemagne였으나 1914년 8월1일에 바로 전날 암살된 정치인 장 조레스(Jean Jaurès)의 이름을 딴 현재의 역명으로 바뀌었다.
- 로미에르(Laumière)
- 우르크(Ourcq)
  - 인근에 우르크 운하의 가동교가 있다.

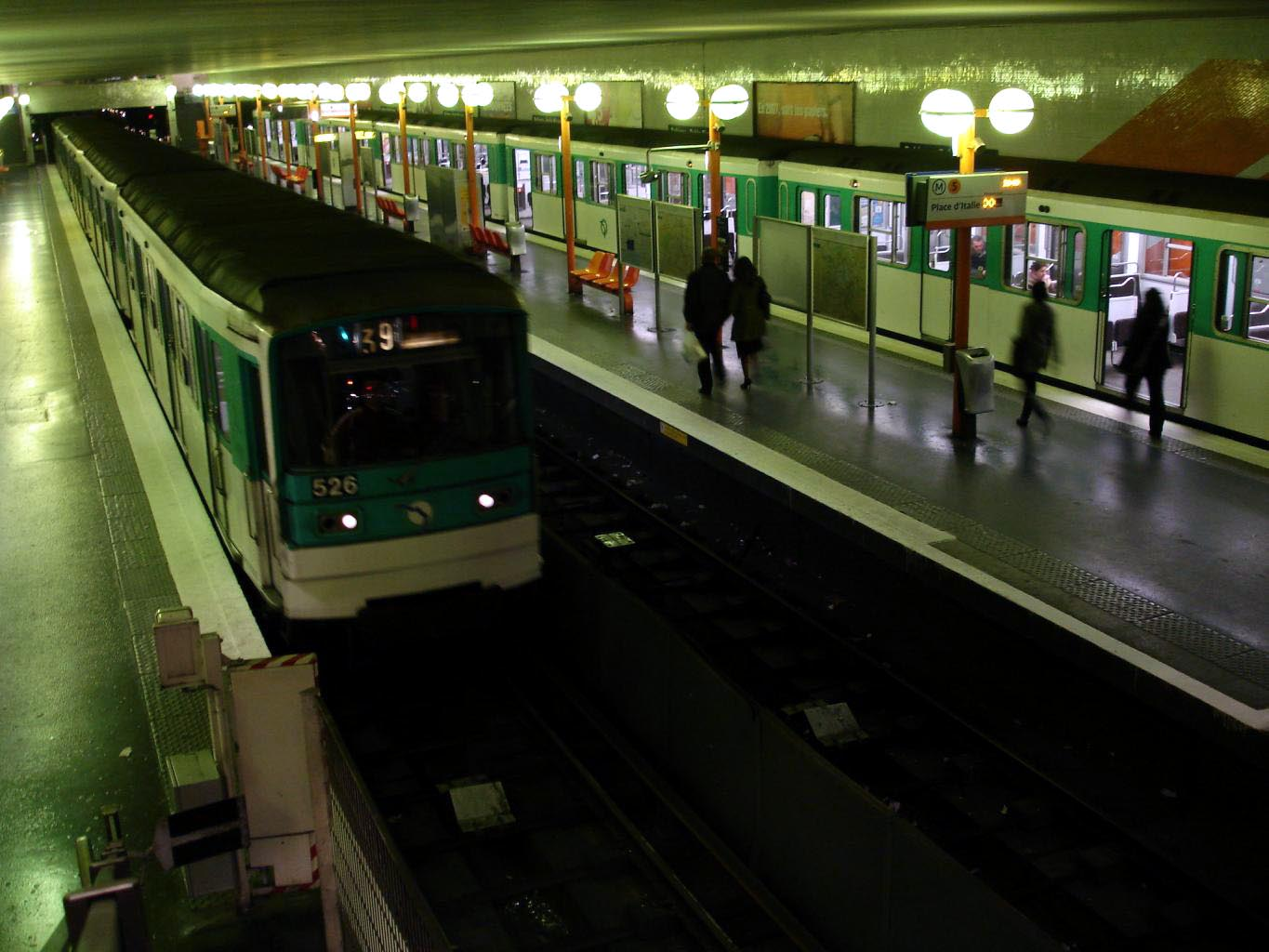
보비니-파블로 피카소 역 내부

- 포르트 드 팡탱(Porte de Pantin)
- 오슈(Hoche)
- 에글리즈 드 팡탱(Église de Pantin)
- 보비니-팡탱-레이몽크노(Bobigny-Pantin-Raymond Queneau)
  - 보비니(Bobigny)와 팡탱(Pantin)의 경계에 위치하여 이러한 이름이 되었다. 보비니-팡탱-레이몽크노∼보비니-파블로 피카소간은 역간 거리가 2426m로 파리 메트로에서 두 번째로 길다(가장 긴 곳은 14호선의 Châtelet∼Gare de Lyon간 2784m).
- 보비니-파블로 피카소(Bobigny-Pablo Picasso)
  - 접속노선 :  ■1호선
  - 새절역과 유사한 2면 3선의 승강장 구조의 역.

## 장래 계획
- 남쪽으로 Place de Rungis까지 연장하는 것이 SDRIF의 3단계 사업(2020∼2030년 사이 개통)으로 올라와 있다.
- 현재 화물용으로 사용되고 있는 파리 외곽순환 철도(La Grande Ceinture)의 일부를 2016년까지 근교 철도로써 정비하는 Tangentielle Nord 계획에 의해 그와 교차하게 되는 Bobigny-Pablo Picasso∼Bobigny-Pantin-Raymond Queneau간에 Bobigny-la Folie(가칭)역을 신설할 예정이다.

## 주변 주요 관광지
- 라빌레트 공원
- 라빌레트 음악 도시 (Cité de la Musique)
- 바스티유 광장
- 생마르탱 운하
- 오페라 바스티유

## 같이 보기
- 파리 메트로

## 참고 문헌
- Jean Tricoire, Un Siècle de Métro en 14 Lignes: De Bienvenüe à Météor, 제3판, La Vie du Rail, 2004년, ISBN 2-915034-32-X.

틀:파리 메트로 5호선